# Sylvia Brett
Pour les articles homonymes, voir Brett.
Sylvia Brett, ranee de Sarawak, née The Hon. Sylvia Leonora Brett, le 25 février 1885 et décédée le 11 novembre 1971, est la dernière des Reines blanches de Sarawak.

## Biographie
Elle est la fille de Reginald Brett, deuxième vicomte Esher, KCB, et d'Eleanor Van de Weyer fille de l'homme politique et révolutionnaire belge Sylvain Van de Weyer et d'Elizabeth Bates, fille unique du grand financier Joshua Bates fondateur de la Banque Baring.
Elle est la princesse consort de lord Brooke, Charles Vyner of Sarawak, dernier des Rajahs blancs de Sarawak. Leur fille Leonora Margaret Brooke est la mère de Simon Mackay, baron Tanlaw.
Elle est la petite-fille de Sylvain Van de Weyer, membre du gouvernement provisoire belge, dont elle portait le prénom.